# Steinburger Jahrbuch
Das Steinburger Jahrbuch ist eine jährlich erscheinende Aufsatzsammlung zu verschiedenen Themengebieten betreffend den Kreis Steinburg.
Das Jahrbuch erscheint seit 1956; seit 1976 steht jeder Band unter einem Leitthema. Herausgegeben wird es vom Heimatverband für den Kreis Steinburg e. V. Die Themen der einzelnen Beiträge werden nicht vorgegeben, sondern es können von jedermann bis zum 1. August eines Jahres Beiträge eingereicht werden, über deren Aufnahme dann die Herausgeber entscheiden. Das Jahrbuch erscheint jeweils im Dezember des Vorjahres (so ist das „Steinburger Jahrbuch 2011“ mit dem Leitthema „Die Stör im Kreis Steinburg“ im Dezember 2010 erschienen).